# 쓰톈펑
쓰톈펑(중국어: 司天峰, 병음: Sī Tiānfēng, 한자음: 사천봉, 1984년 6월 17일~)은 중화인민공화국의 육상 선수로 주 종목은 경보이다. 2012년 하계 올림픽에서 경보 50km 부문 은메달을 획득했으며 2011년 세계 육상 선수권 대회에서 경보 50km 동메달을 획득했다.

## 같이 보기
- 2012년 하계 올림픽 중국 선수단